# Talpa tenuidentata
{{#ifeq:0|0|{{#if:Talpa tenuidentata|{{#if:|[[]}}|[[]]}}}}
Talpa tenuidentata — вид комахоїдних ссавців кротових (Talpidae). Скам'янілі рештки представляють міоцен Чехії (1 колекція), Німеччини (1). Типовий зразок: SMNS 44811, частковий скелет із Чехії.